# Web.com Tour Finals
De Web.com Tour Finals is een serie van vier golftoernooien van de Web.com Tour dat sinds 2013 de PGA Tour Qualifying Tournament vervangt waar de golfers speelkaarten kunnen bemachtigen voor het volgend golfseizoen op de PGA Tour.
Voor 2013 konden golfers die op het einde van het golfseizoen in de top 125 van de PGA Tour en in de top 25 van de Web.com Tour stonden een speelkaart voor de PGA Tour bemachtigen voor het volgend golfseizoen. Sinds de invoering van de Web.com Tour Finals kunnen de golfers van de Web.com Tour alleen speelkaarten bemachtigen door de vier onderstaande toernooien spelen.

## Toernooien
De laatste vier golftoernooien ("Finals") van het seizoen zijn:
- Hotel Fitness Championship
- Chiquita Classic
- Nationwide Children's Hospital Championship
- Web.com Tour Championship

## Kwalificatie
Er zijn vier wegen om te kwalificeren voor de "Finals":
- Na het regulaire seizoen van de Web.com Tour: de top 75
- Na het regulaire seizoen van de PGA Tour: plaatsen 126 tot 200 van de FedEx Cup
- Als niet lid van de PGA Tour: plaatsen 126 tot 200 van de FedEx Cup
- Medische uitzonderingen

## PGA Tour-kaart
Een golfer die tijdens het regulaire seizoen en de "Finals" het meeste prijzengeld verzamelde krijgen automatisch een PGA-kaart voor het volgend seizoen. De resterende 48 kaarten worden uitgedeeld op basis van de toernooizeges en prestaties van de "Finals".

## Winnaars
| Jaar | Regulaire seizoen   | Finals                     | Finals           | Finals                                      | Finals                    | Finals              |
| Jaar | Winnaar prijzengeld | Hotel Fitness Championship | Chiquita Classic | Nationwide Children's Hospital Championship | Web.com Tour Championship | Winnaar prijzengeld |
| ---- | ------------------- | -------------------------- | ---------------- | ------------------------------------------- | ------------------------- | ------------------- |
| 2013 | Michael Putnam      | Trevor Immelman            | Andrew Svoboda   | Noh Seung-yul                               | Chesson Hadley            | John Peterson       |
| 2014 | Carlos Ortiz        | Bud Cauley                 | Adam Hadwin      | Justin Thomas                               | n.n.b.                    | n.n.b.              |